# Giuluș, Mureș
Giuluș (în maghiară Gyulas) este un sat în comuna Ogra din județul Mureș, Transilvania, România.

## Istoric
Prima atestare documentară a satului este din 1413.
Pe Harta Iosefină a Transilvaniei din 1769-1773 (Sectio 142), localitatea a apărut sub numele de „Gyulas”.

## Imagini

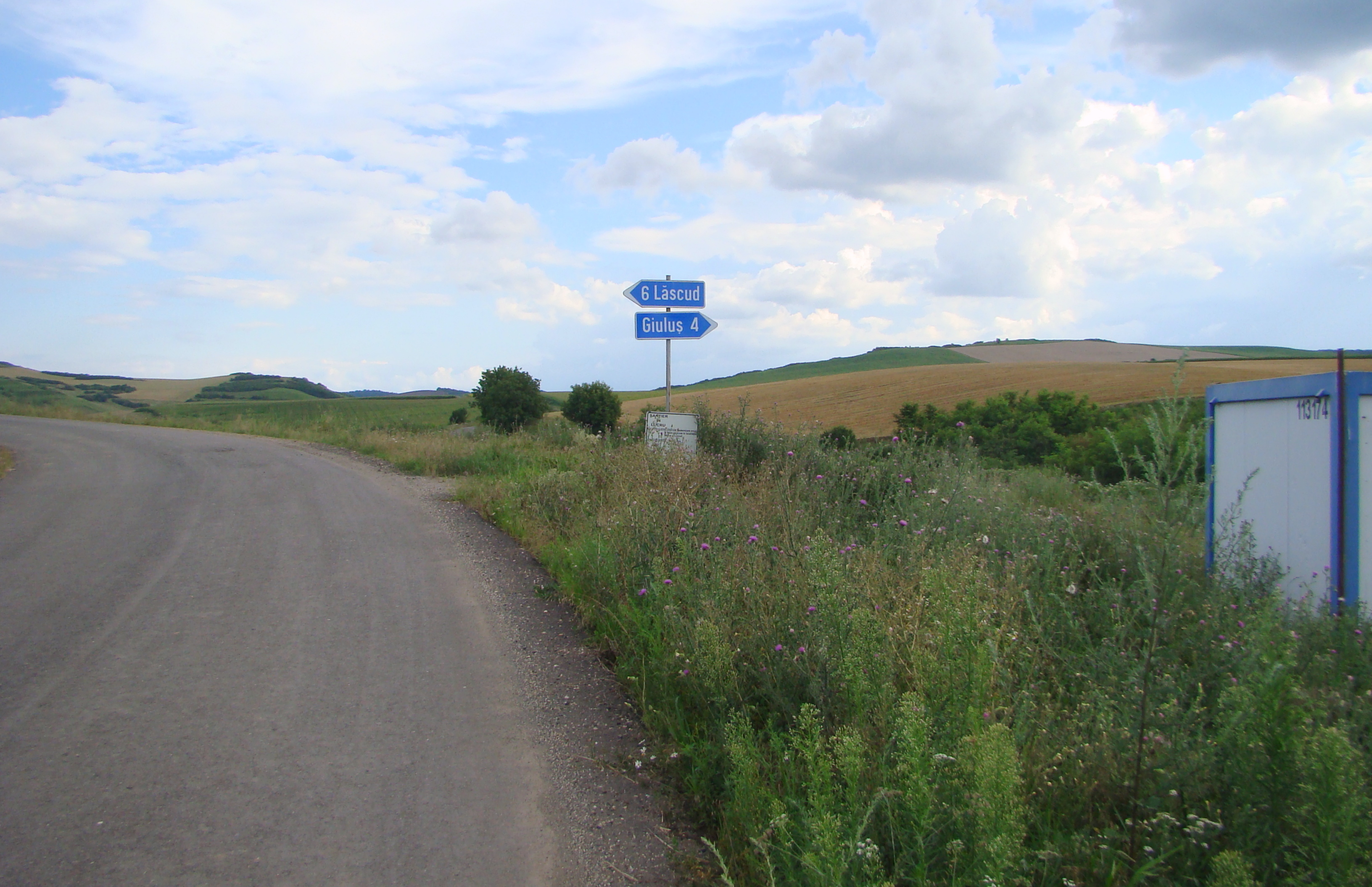
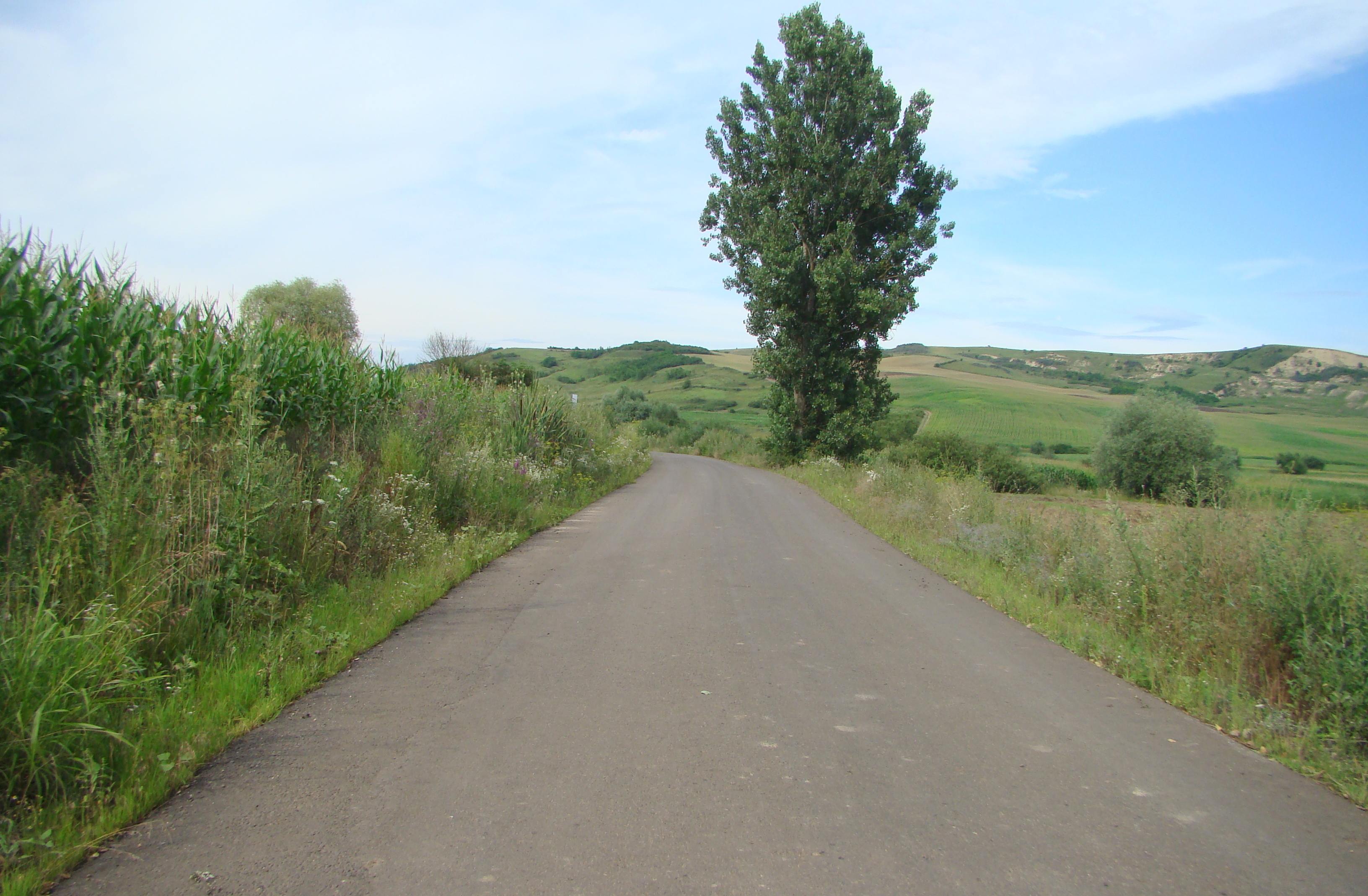
Drumul Ogra-Giuluș
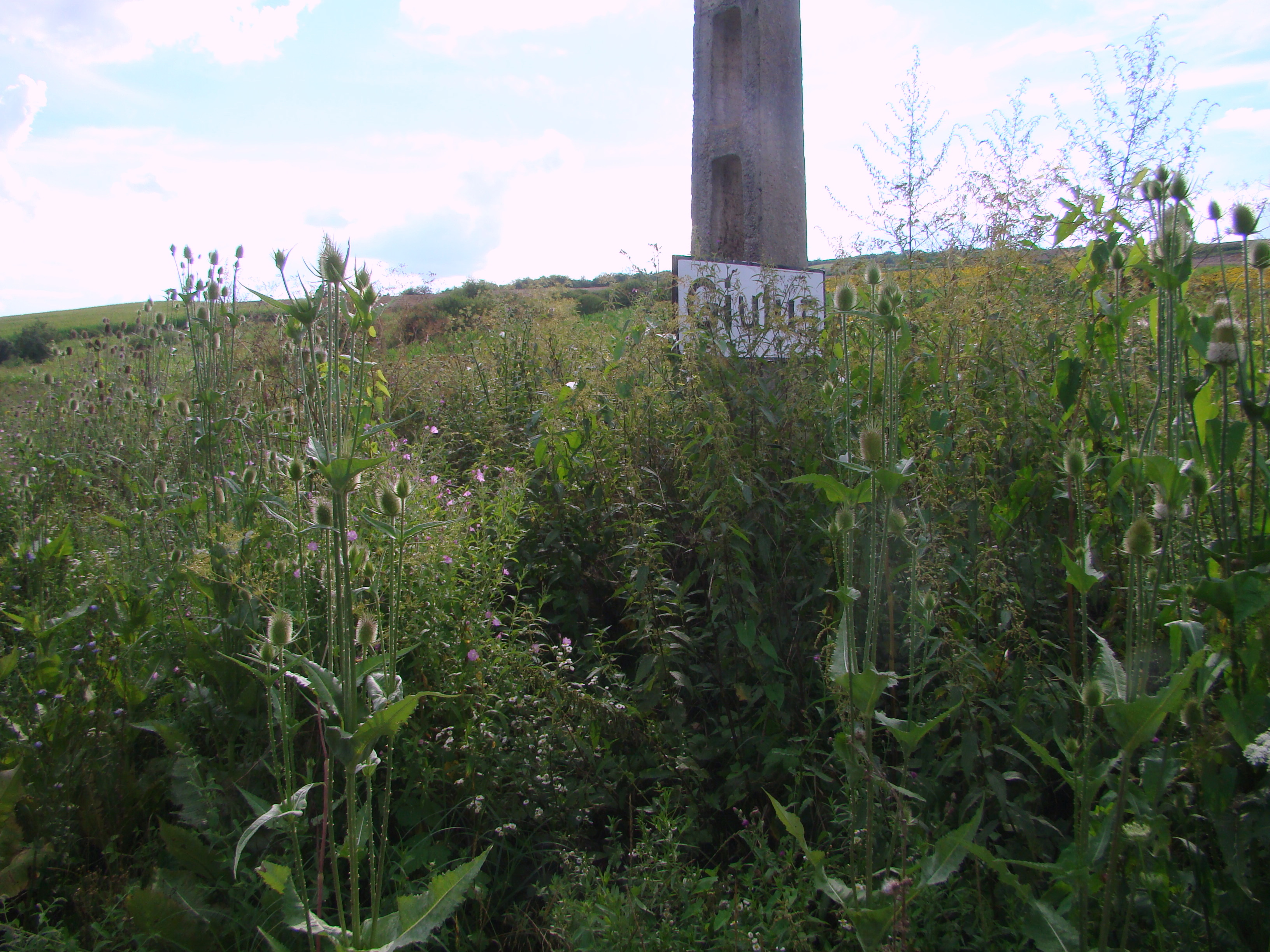
Intrarea în localitate
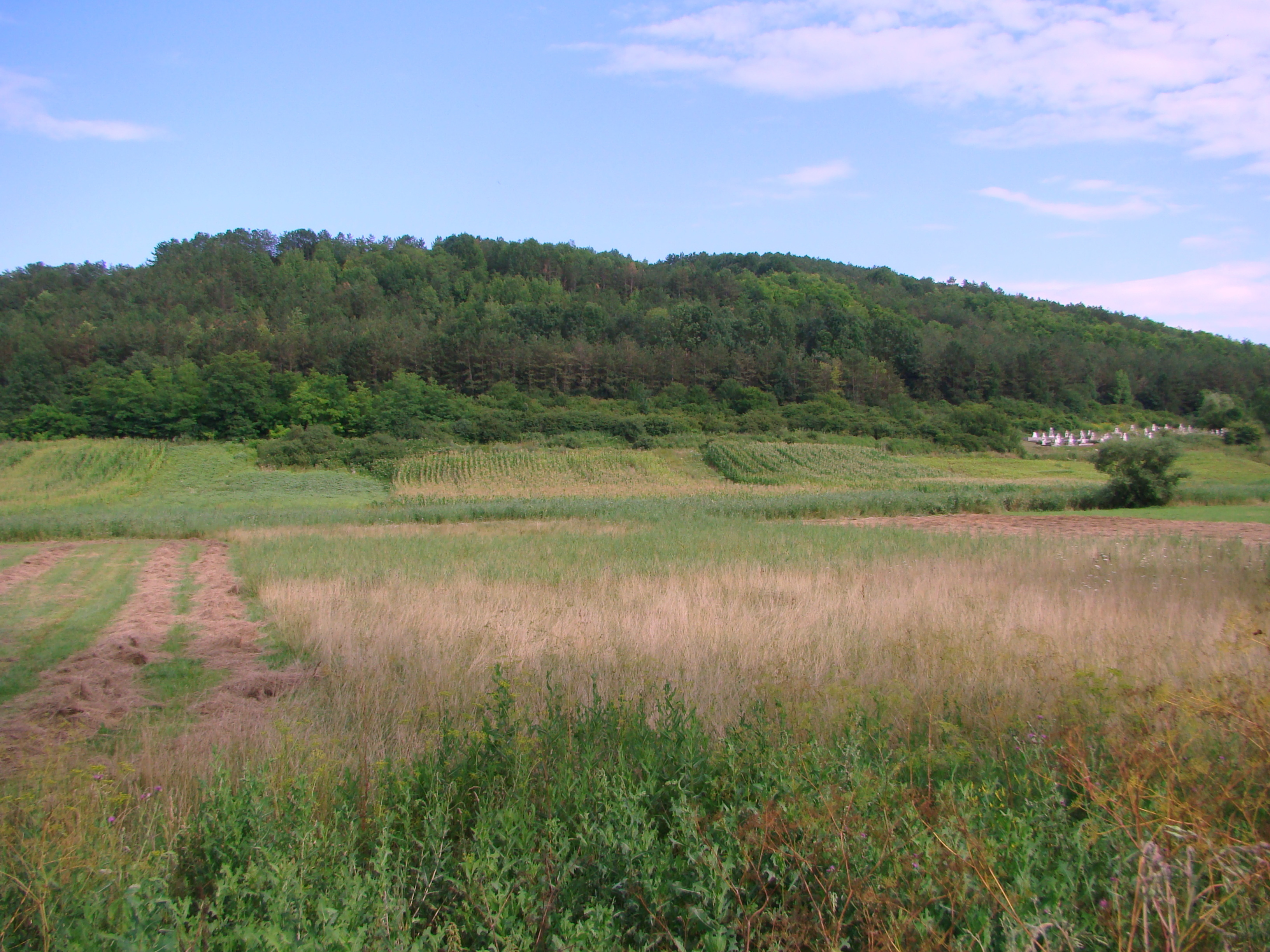
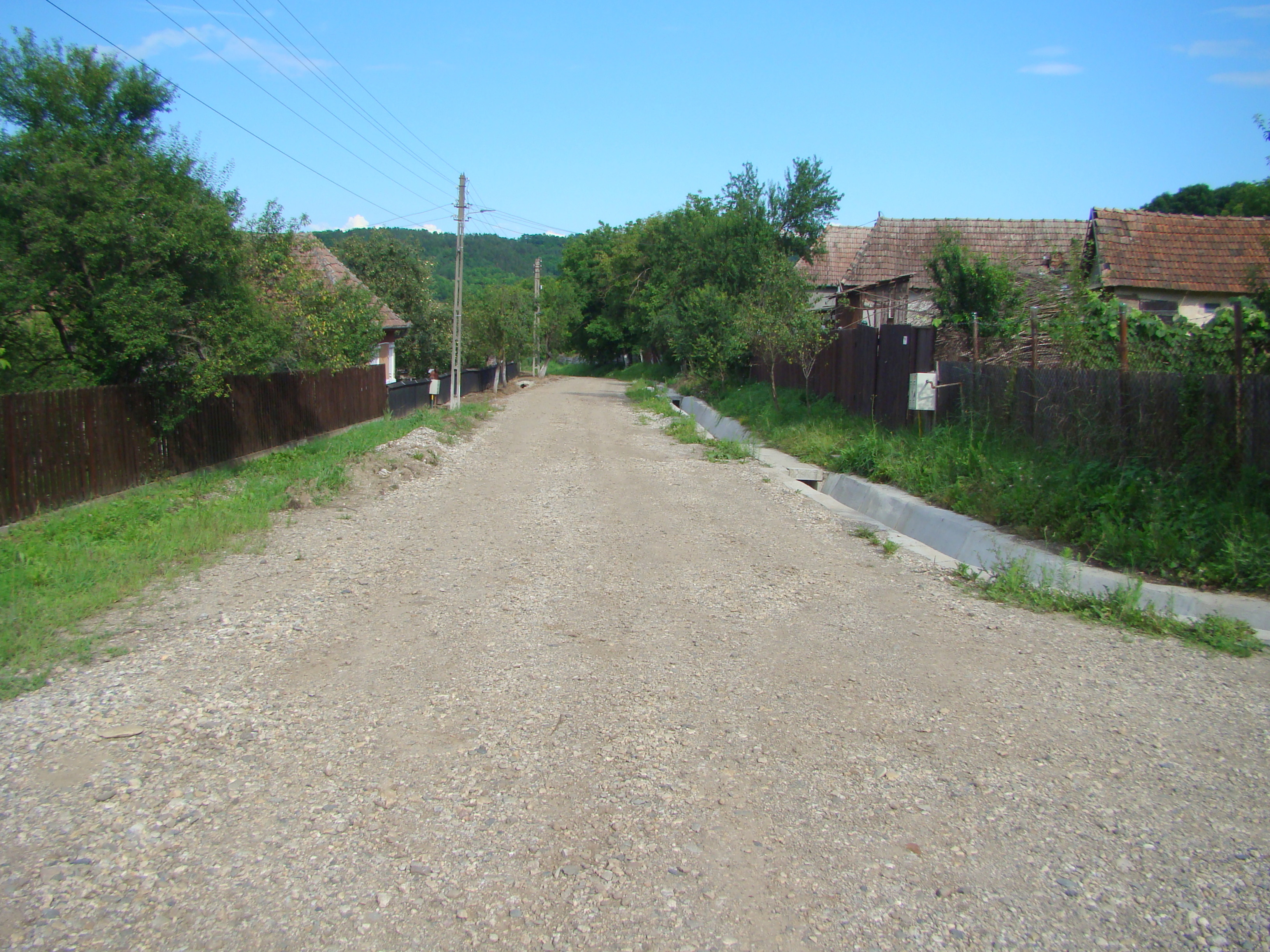
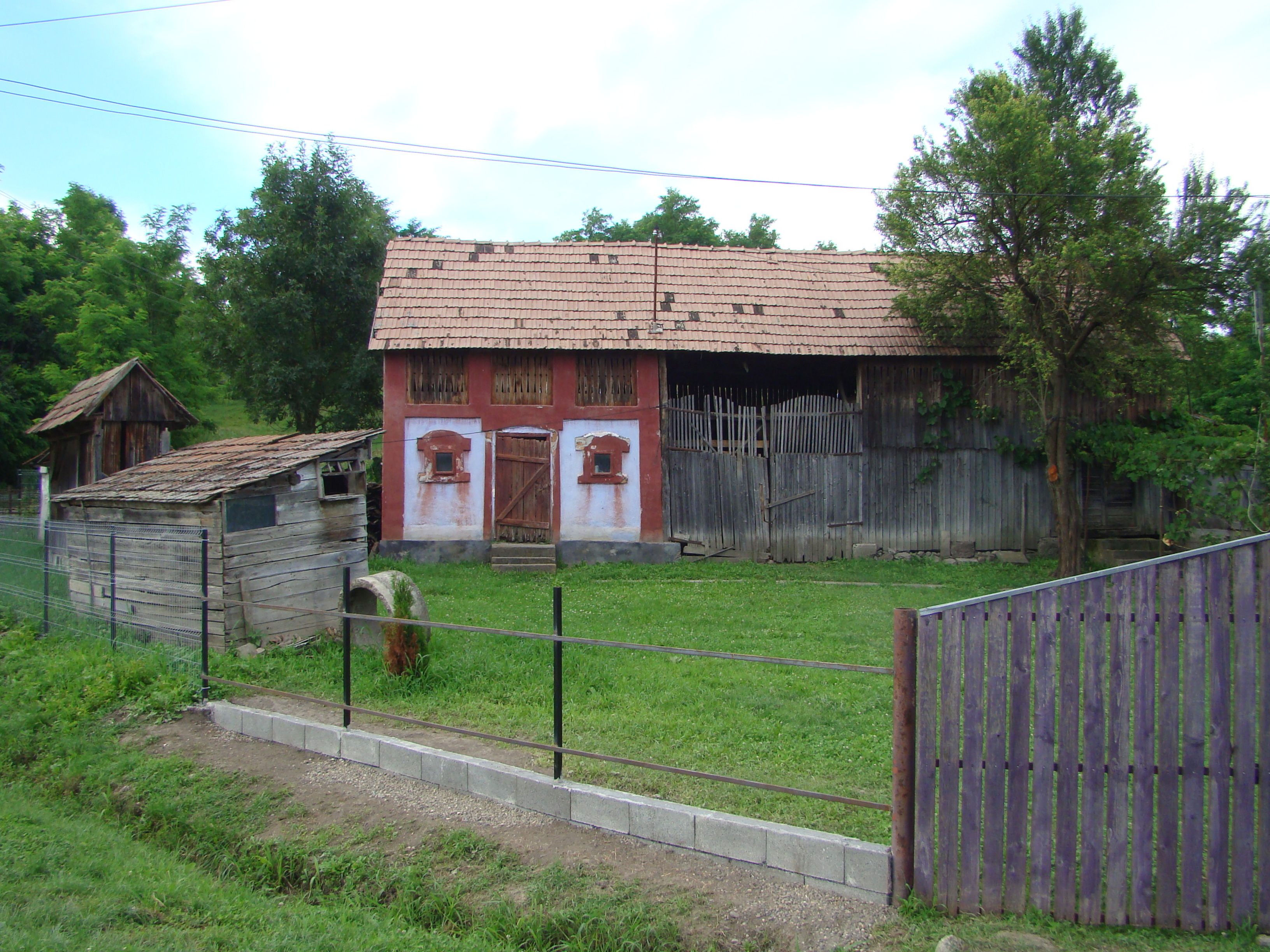
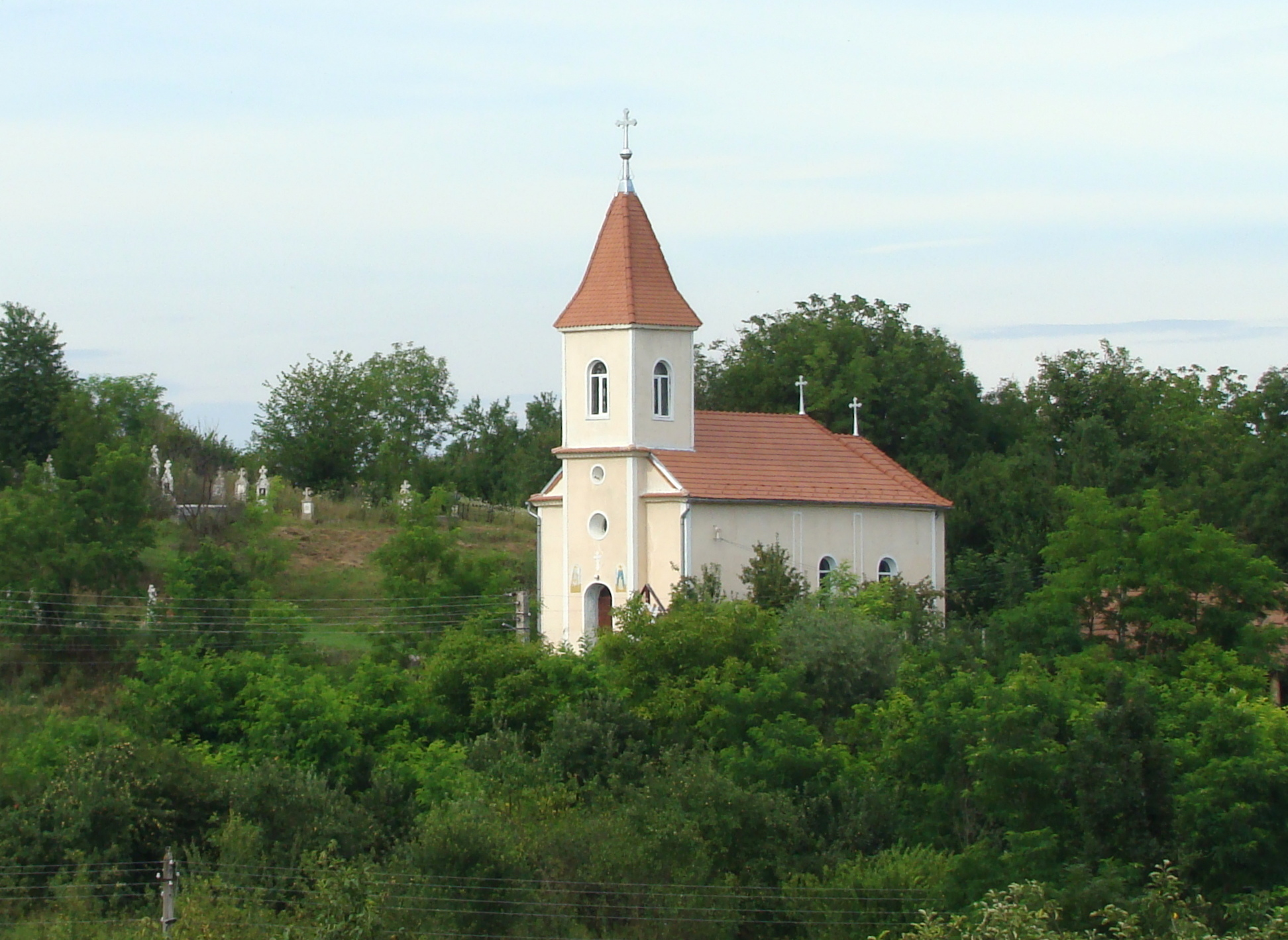
Biserica
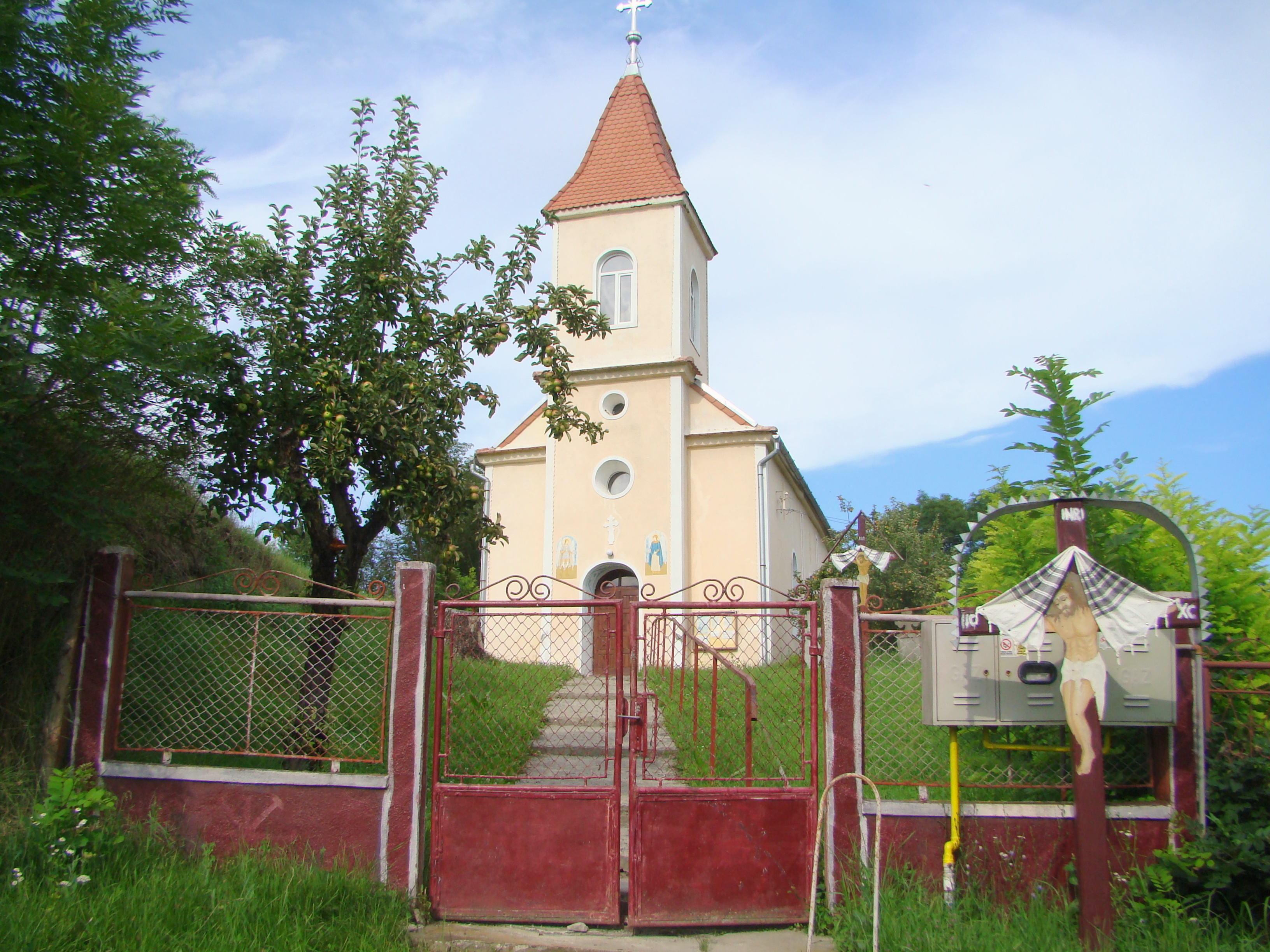
Biserica
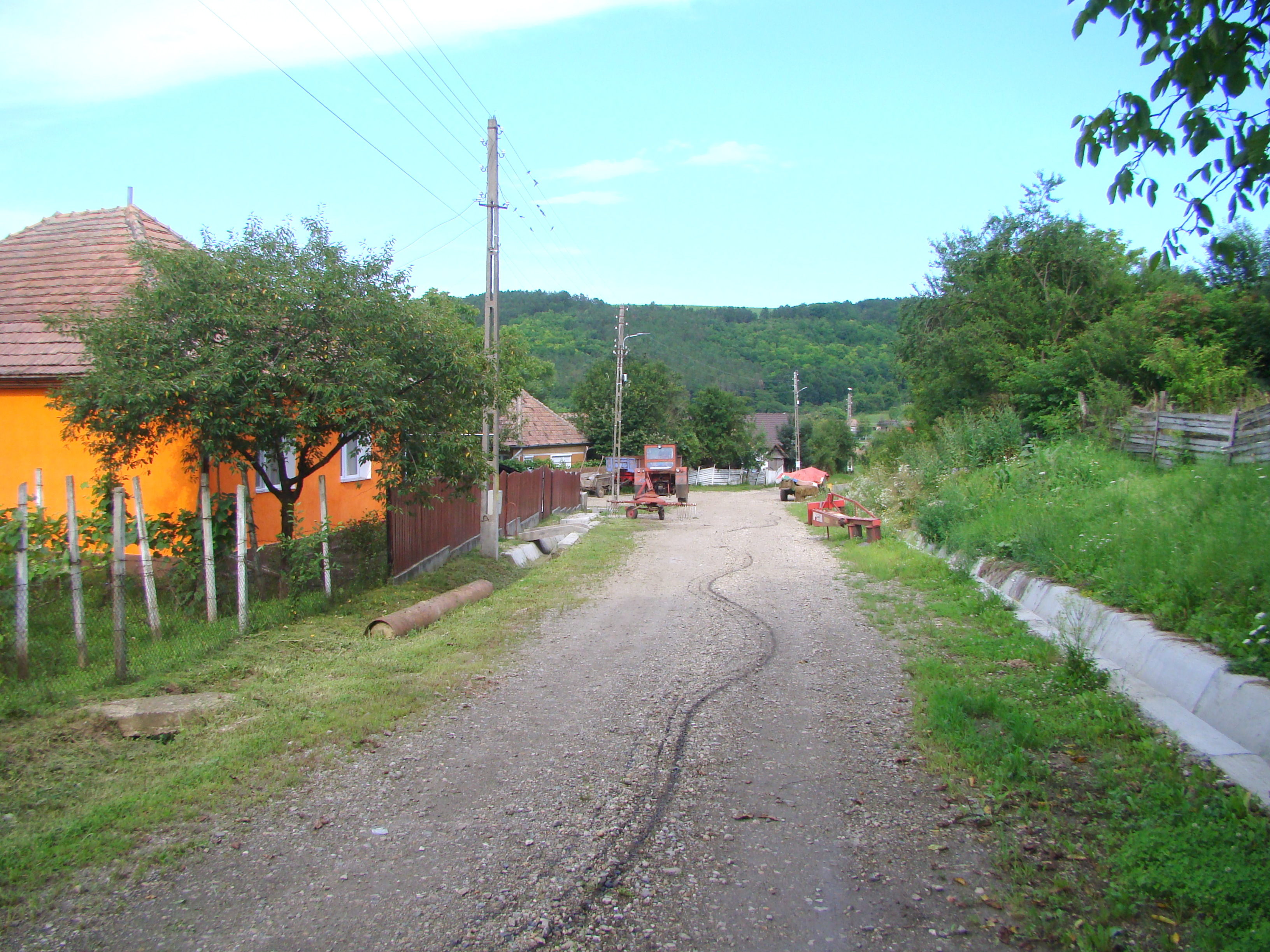
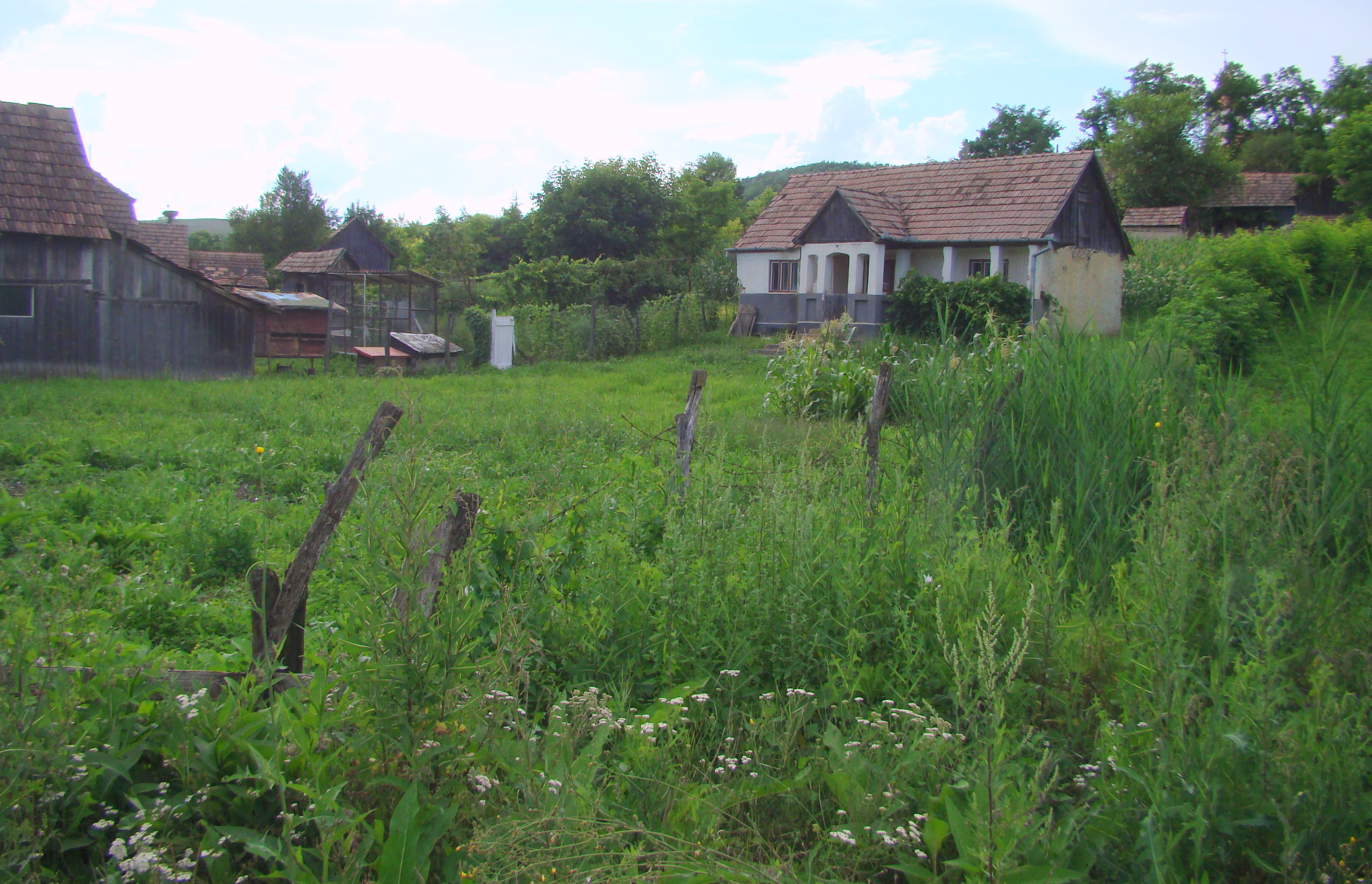
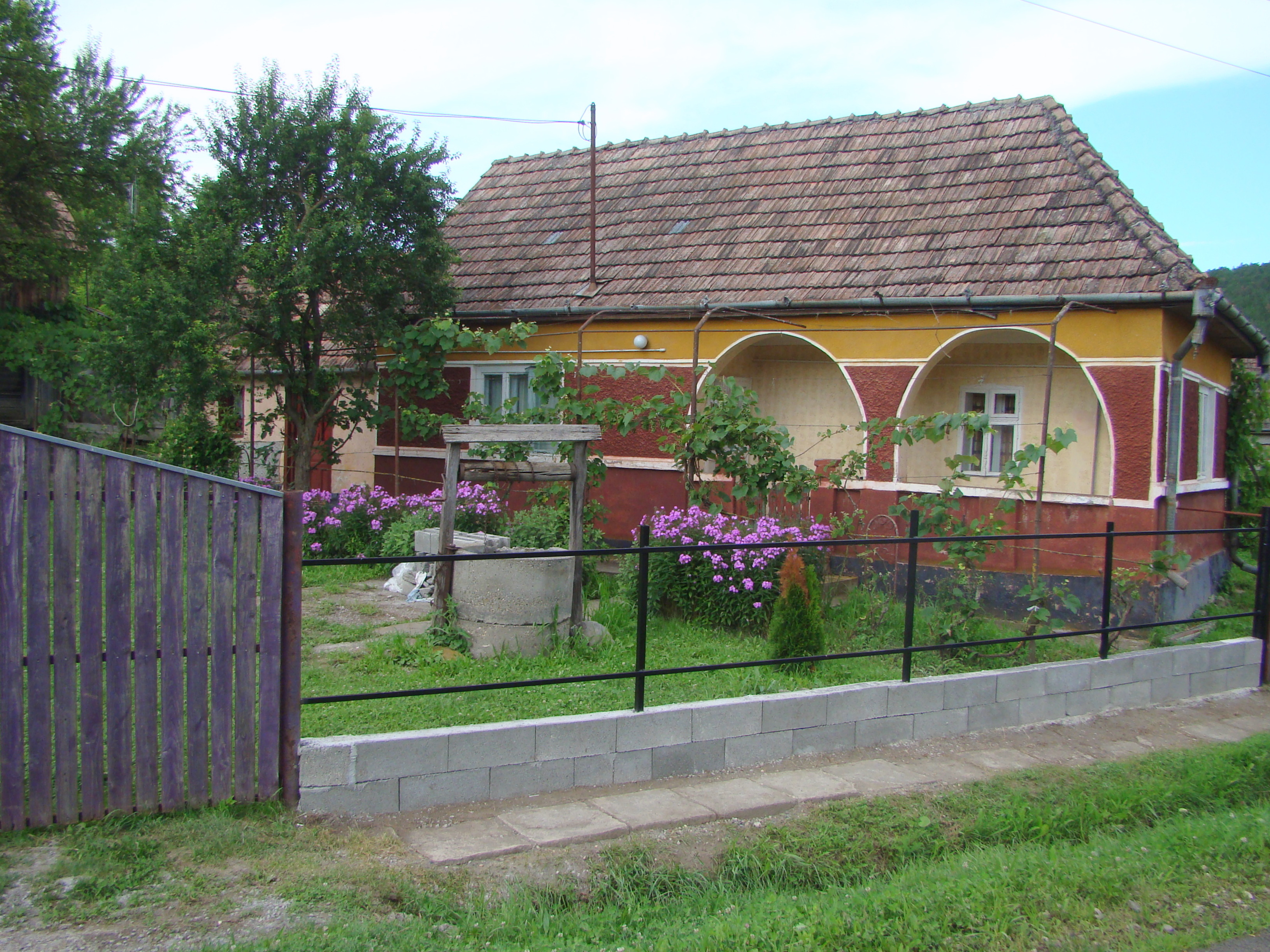
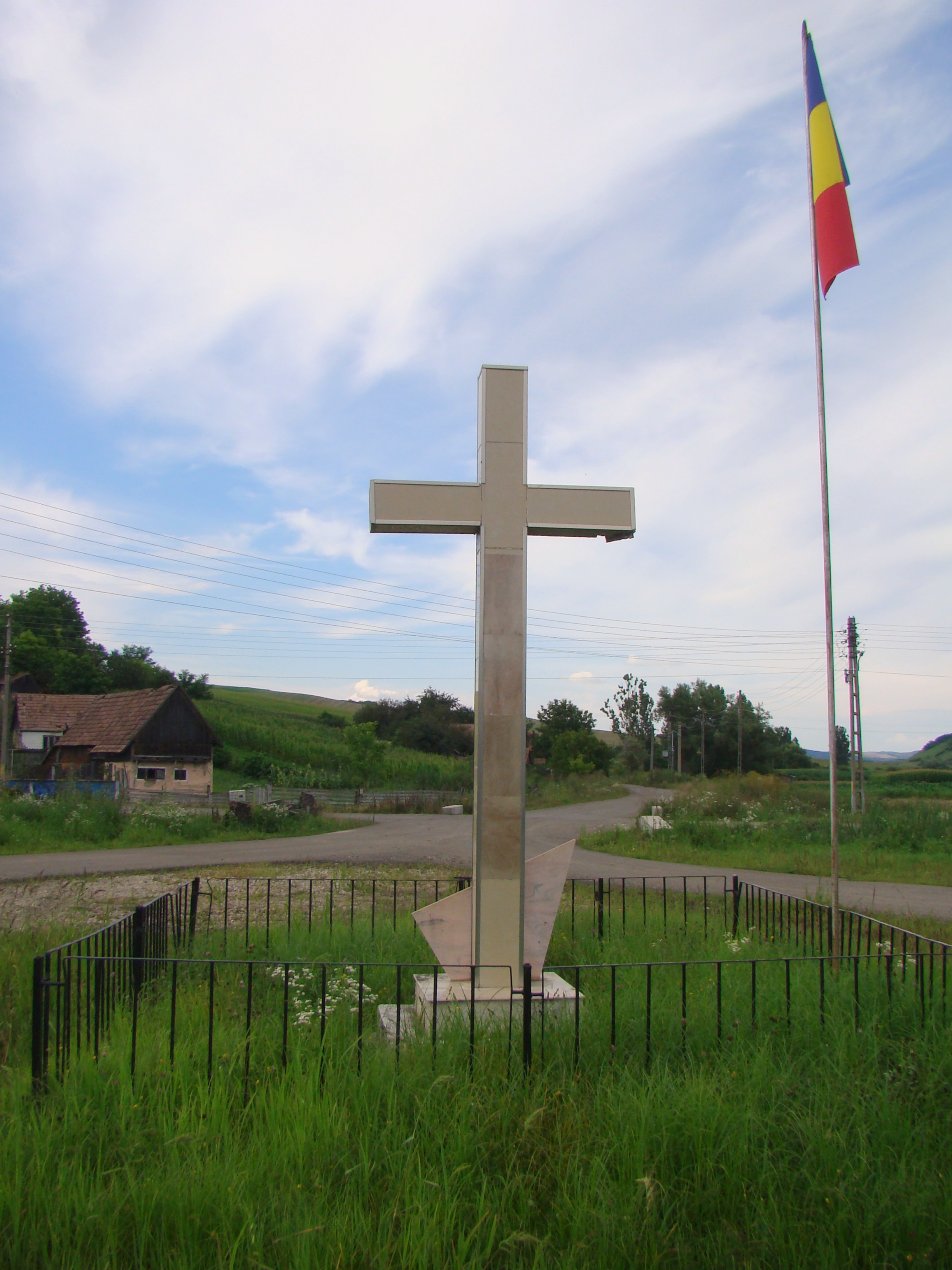
Monumentul eroilor
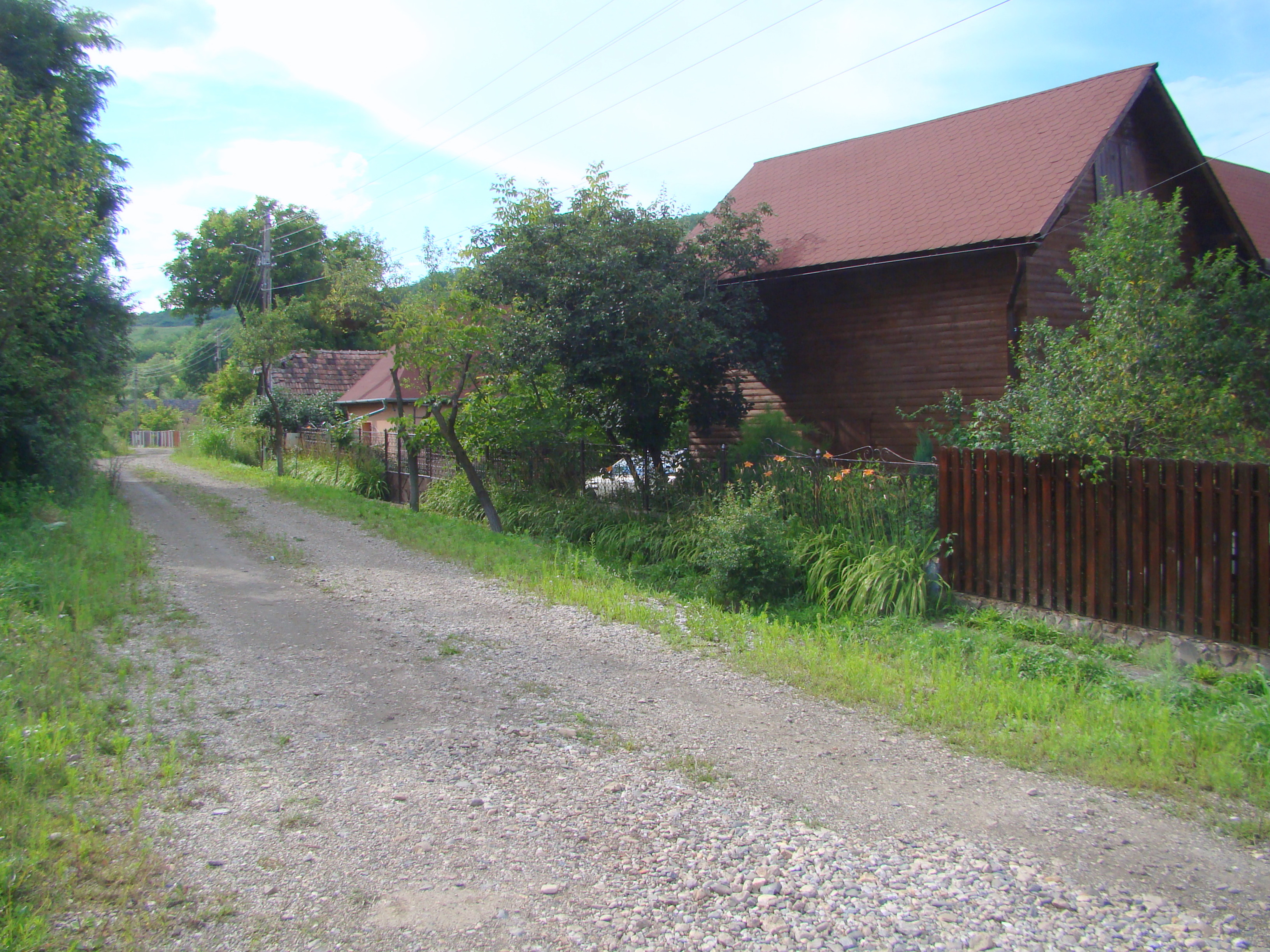
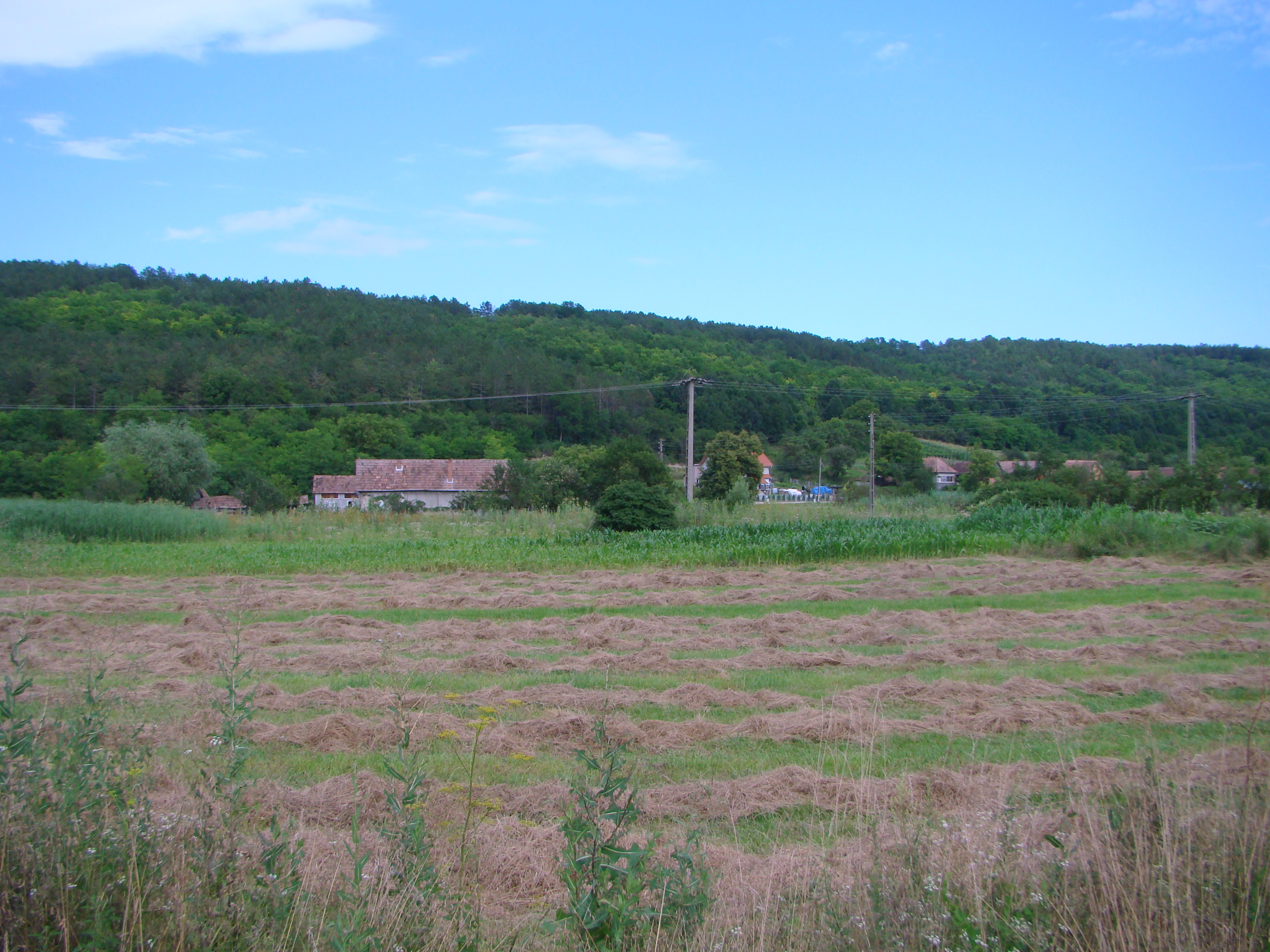
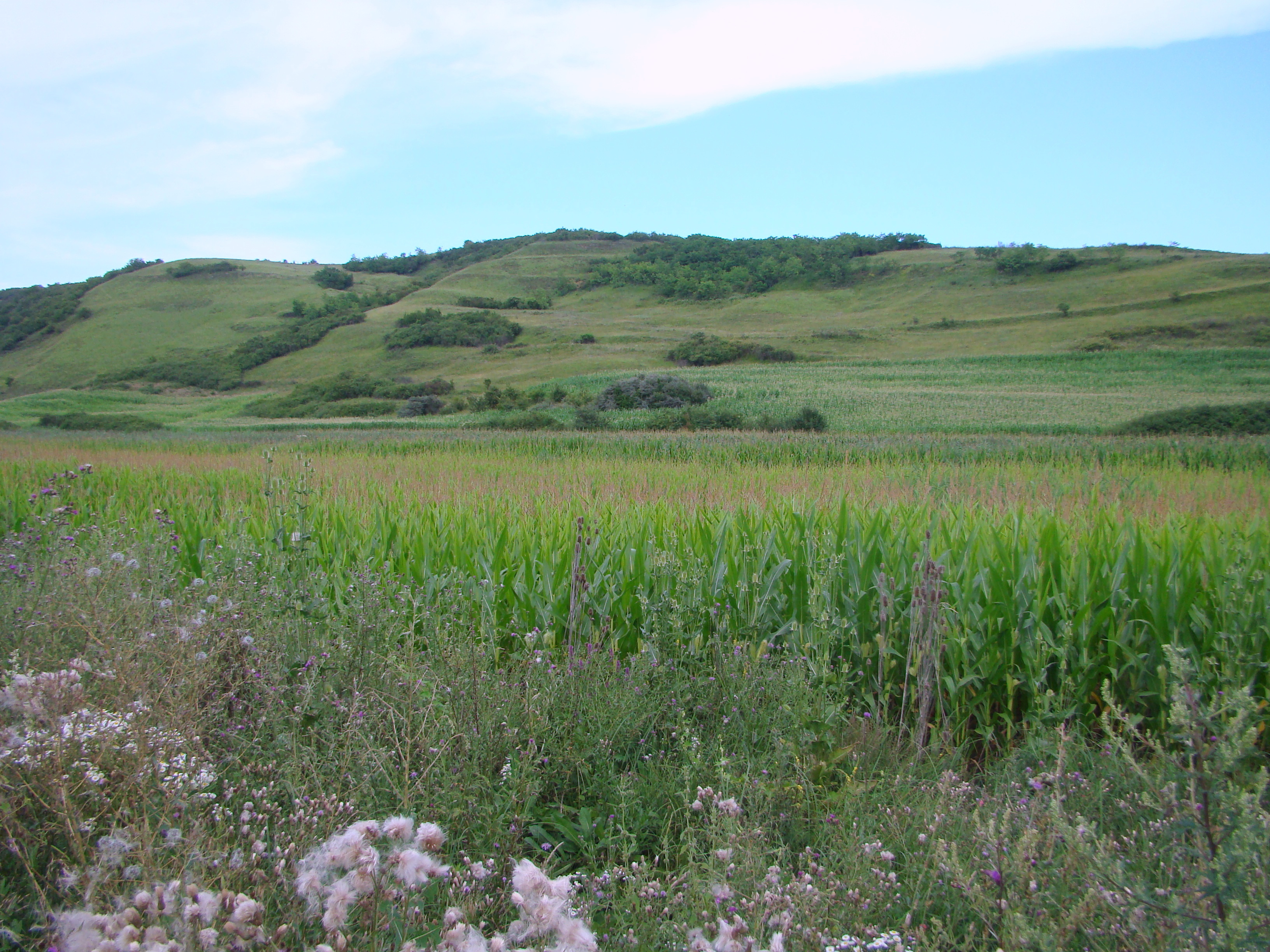